# Труд в СССР есть дело чести, славы, доблести и геройства

Советский плакат с лозунгом. Клуцис Г. Г., 1931 г.

«Труд в СССР есть дело чести, славы, доблести и геройства» — советский лозунг, образованный из политического отчёта Центрального Комитета XVI съезду ВКП(б), представленного И. В. Сталиным 27 июня 1930 года:

«Самое замечательное в соревновании состоит в том, что оно производит коренной переворот во взглядах людей на труд, ибо оно превращает труд из зазорного и тяжёлого бремени, каким он считался раньше, в дело чести, в дело славы, в дело доблести и геройства».
— Сталин И. В. Политический отчёт Центрального Комитета XVI съезду ВКП(б), 27 июня 1930 г. // Сочинения в 16 томах. — Т. 12.
Данный лозунг, с разными вариациями, широко использовался в советской идеологической пропаганде: был распространён на производственных предприятиях, наносился на архитектурные объекты (например, «Дом со шпилем» в Комсомольске-на-Амуре; здание Дворца культуры профсоюзов в Волгограде), государственные награды (в частности, на медали «За трудовую доблесть», «За трудовое отличие», «За восстановление угольных шахт Донбасса», «За восстановление предприятий чёрной металлургии юга»), цитировался в научных работах, использовался при оформлении открыток, в кинохрониках (например, в фильме Дзиги Вертова «Энтузиазм: Симфония Донбасса», 1930).
В изменённом виде лозунг присутствует в тексте «Марша энтузиастов» из кинофильма «Светлый путь» (музыка — И. Дунаевский, стихи — А. д’Актиль):
 Нам ли стоять на месте?

 В своих дерзаниях всегда мы правы.

 Труд наш есть дело чести,

 Есть дело доблести и подвиг славы.
Кроме производственных предприятий, лозунг иногда использовался в исправительно-трудовых лагерях ГУЛАГа. Писатель и бывший заключённый Варлам Шаламов, упоминая этот лозунг в «Колымских рассказах», сравнивал циничность такого его использования с написанием при входе в концентрационные лагеря нацистской Германии фразы «Каждому своё» (нем. Jedem das Seine):

…Мы будем возвращены в лагерную зону, опять войдём в ворота с обязательной, официальной, казённой надписью: «Труд есть дело чести, дело славы, дело доблести и геройства». Говорят, что на воротах немецких лагерей выписывалась цитата из Ницше: «Каждому своё». Подражая Гитлеру, Берия превзошёл его в циничности.
— Шаламов В. Т. Сухим пайком // Собрание сочинений в четырёх томах. — М.: Художественная литература, Вагриус, 1998. — Т. 1. — С. 34—47.